# Dargle

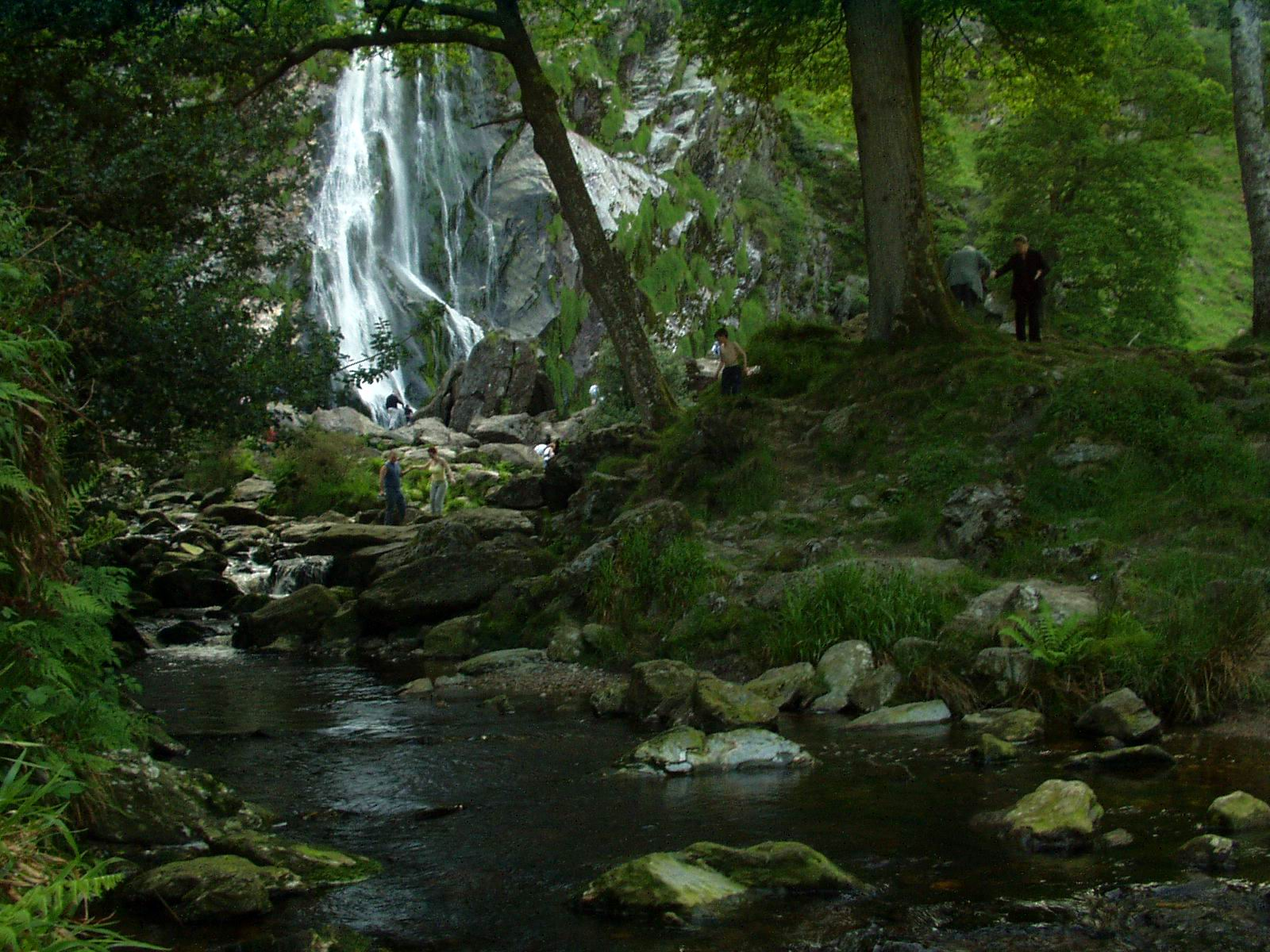
Vodopád

Dargle (anglicky Dargle River, irsky An Deargail) je řeka ve východním Irsku v hrabství Wicklow. Měří 21 km, protéká pouze územím Wicklow Mountains a ústí do Svatojiřského průlivu.
Pramení v pohoří Wicklow Mountains na jižním svahu vrchu Tonduff (642 m n. m.) v nadmořské výšce cca 535 m n. m. Na horním toku teče východním směrem dolinou Glensoulan, následně přepadává přes strmé skalní prahy, přičemž vytváří vodopád Powerscourt Waterfall. Dále se stáčí směrem na sever, výrazně meandruje a zleva přitéká řeka Glencree. Odtud už pokračuje severovýchodním směrem, koryto se vícenásobně vlní, zprava potom přibírá Killough a zleva Glencullen. Na dolním toku podtéká cestu N11, protéká městem Bray, kde se severovýchodně od jeho centra vlévá do přístavu Bray Harbour v Irském moři.